# Sergio Ortuño
Sergio Ortuño Díaz (Elda, 2 marzo 1999) è un calciatore spagnolo, centrocampista dell'Eldense, di cui è capitano.

## Carriera
Ortuño è cresciuto nei settori giovanili di Hércules e Deportivo La Coruña, club con cui ha iniziato la sua carriera nel 2017 giocando in Tercera División con la squadra B. Nel 2018 è stato assegnato al farm team del Laracha e sei mesi dopo è passato in prestito all'Eldense, squadra della sua città natale. Nel 2019 è stato acqusitato dall'Hércules dove ha giocato una stagione nella squadra B e l'anno successivo ha fatto ritorno a titolo definitivo all'Eldense. Nel gennaio del 2022 è stato ceduto al Real Valladolid, con cui ha giocato solamente nella squadra riserve.
Il 14 luglio 2022 ha fatto ritorno in prestito all'Eldense, dove ha trascorso una stagione da titolare conquistando con il club la promozione in Segunda División a 59 anni di distanza dall'ultima partecipazione. Nell'estate del 2023 è stato acquistato a titolo definitivo ed al termine della stagione, dopo la cessione di Carlos Hernández al Ceuta, è stato nominato nuovo capitano della squadra.

## Statistiche

### Presenze e reti nei club
Statistiche aggiornate al 9 novembre 2024.’’
| Stagione        | Squadra           | Campionato      | Campionato | Campionato | Coppe nazionali | Coppe nazionali | Coppe nazionali | Coppe continentali | Coppe continentali | Coppe continentali | Altre coppe | Altre coppe | Altre coppe | Totale | Totale |
| Stagione        | Squadra           | Comp            | Pres       | Reti       | Comp            | Pres            | Reti            | Comp               | Pres               | Reti               | Comp        | Pres        | Reti        | Pres   | Reti   |
| --------------- | ----------------- | --------------- | ---------- | ---------- | --------------- | --------------- | --------------- | ------------------ | ------------------ | ------------------ | ----------- | ----------- | ----------- | ------ | ------ |
| 2017-2018       | Deportivo B       | SDB             | 7          | 0          | -               | -               | -               | -                  | -                  | -                  | -           | -           | -           | 7      | 0      |
| ago. 2018       | Deportivo B       | SDB             | 1          | 0          | -               | -               | -               | -                  | -                  | -                  | -           | -           | -           | 1      | 0      |
| 2018-gen. 2019  | Laracha           | TD              | 15         | 1          | -               | -               | -               | -                  | -                  | -                  | -           | -           | -           | 15     | 1      |
| gen.-giu. 2019  | Eldense           | TD              | 18         | 3          | CR              | 0               | 0               | -                  | -                  | -                  | -           | -           | -           | 18     | 3      |
| 2019-2020       | Hércules B        | TD              | 28         | 2          | -               | -               | -               | -                  | -                  | -                  | -           | -           | -           | 28     | 2      |
| 2020-2021       | Eldense           | TD              | 16         | 3          | CR              | 0               | 0               | -                  | -                  | -                  | -           | -           | -           | 16     | 3      |
| 2021-gen. 2022  | Eldense           | SDR             | 15         | 1          | CR              | 1               | 0               | -                  | -                  | -                  | -           | -           | -           | 16     | 1      |
| gen.-giu. 2022  | Real Valladolid B | PDR             | 17         | 1          | -               | -               | -               | -                  | -                  | -                  | -           | -           | -           | 17     | 1      |
| 2022-2023       | Eldense           | PF              | 41         | 3          | CR              | 3               | 0               | -                  | -                  | -                  | -           | -           | -           | 44     | 3      |
| 2023-2024       | Eldense           | SD              | 41         | 4          | CR              | 1               | 0               | -                  | -                  | -                  | -           | -           | -           | 42     | 4      |
| 2024-2025       | Eldense           | SD              | 12         | 2          | CR              | 1               | 0               | -                  | -                  | -                  | -           | -           | -           | 13     | 2      |
| Totale carriera | Totale carriera   | Totale carriera | 211        | 20         |                 | 6               | 0               |                    | -                  | -                  |             | -           | -           | 217    | 20     |